# Домодедово (станция)
Домоде́дово — узловая железнодорожная станция Павелецкого направления Московской железной дороги. Расположена в городе Домодедово Московской области между улицами Советской и Корнеева с западной стороны, и улицей Огнеупорный завод с восточной.
Ежедневный пассажиропоток на станции по состоянию на 2021 год – 21,5 тыс. человек.
Останавливаются все пригородные поезда, в том числе и аэроэкспрессы (но не все, часть рейсов Аэроэкспресс проезжают станцию без остановки). Но в любом случае в ближайшей перспективе улучшения качества инфраструктуры ждать не стоит, так как для сокращения интервалов движения поездов на Павелецком направлении требуется построить 4-й главный путь от станции Дербеневская до Домодедово. 

## История
Первоначально станцию планировали назвать Пржевальской, по фамилии брата владелицы усадьбы Константиново, известного путешественника Николая Михайловича Пржевальского, но в конце решено назвать станцию по названию села, административного центра волости, Домодедово. 19 (31) января 1900 года была торжественно открыта станция Домодедово, началось регулярное пассажирское и грузовое движение на линии Бирюлёво — Павелец. Позднее при станции возник рабочий поселок, который вместе с близлежащими деревнями позднее был преобразован в город Домодедово.

## Описание

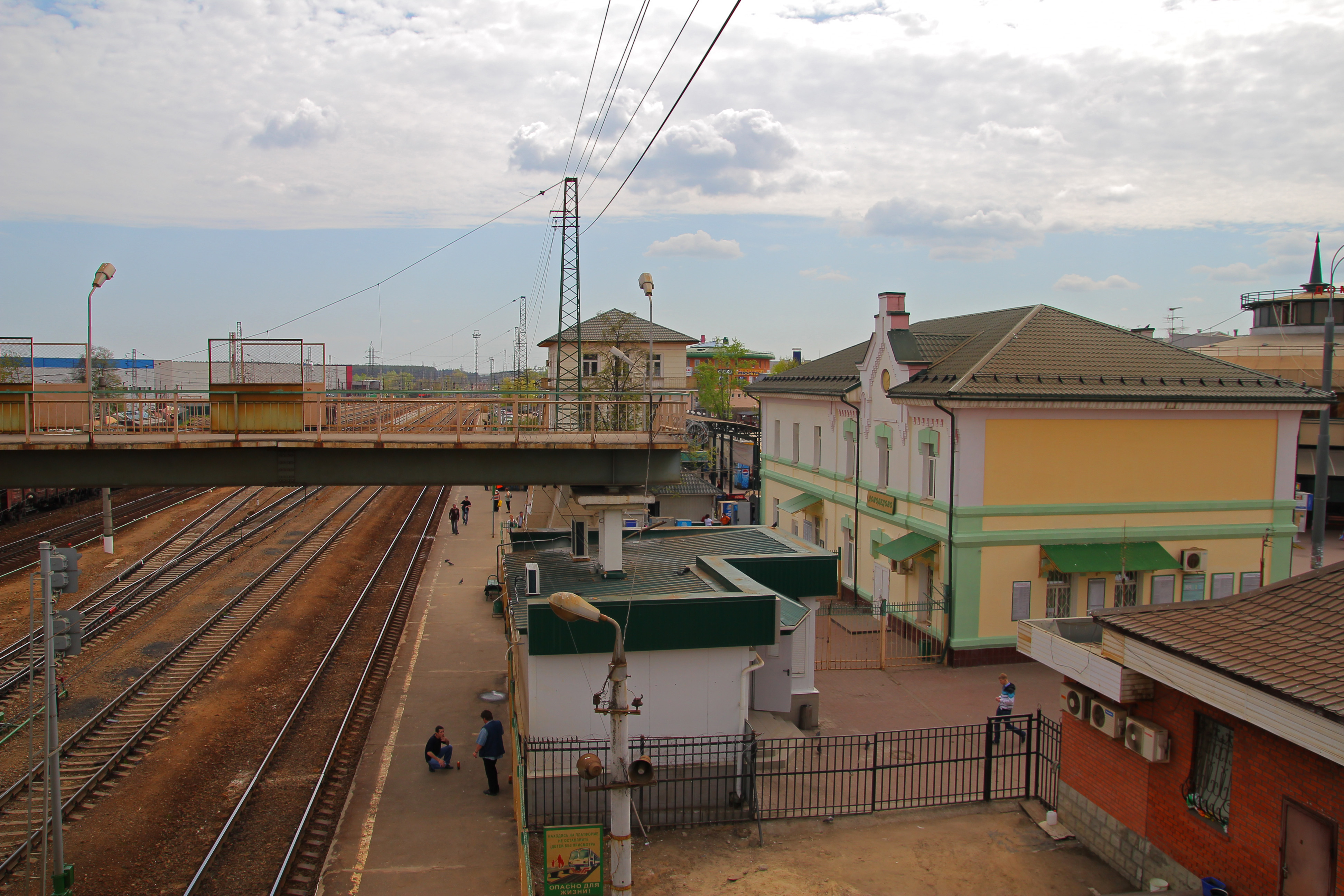
Платформа станции с вокзалом

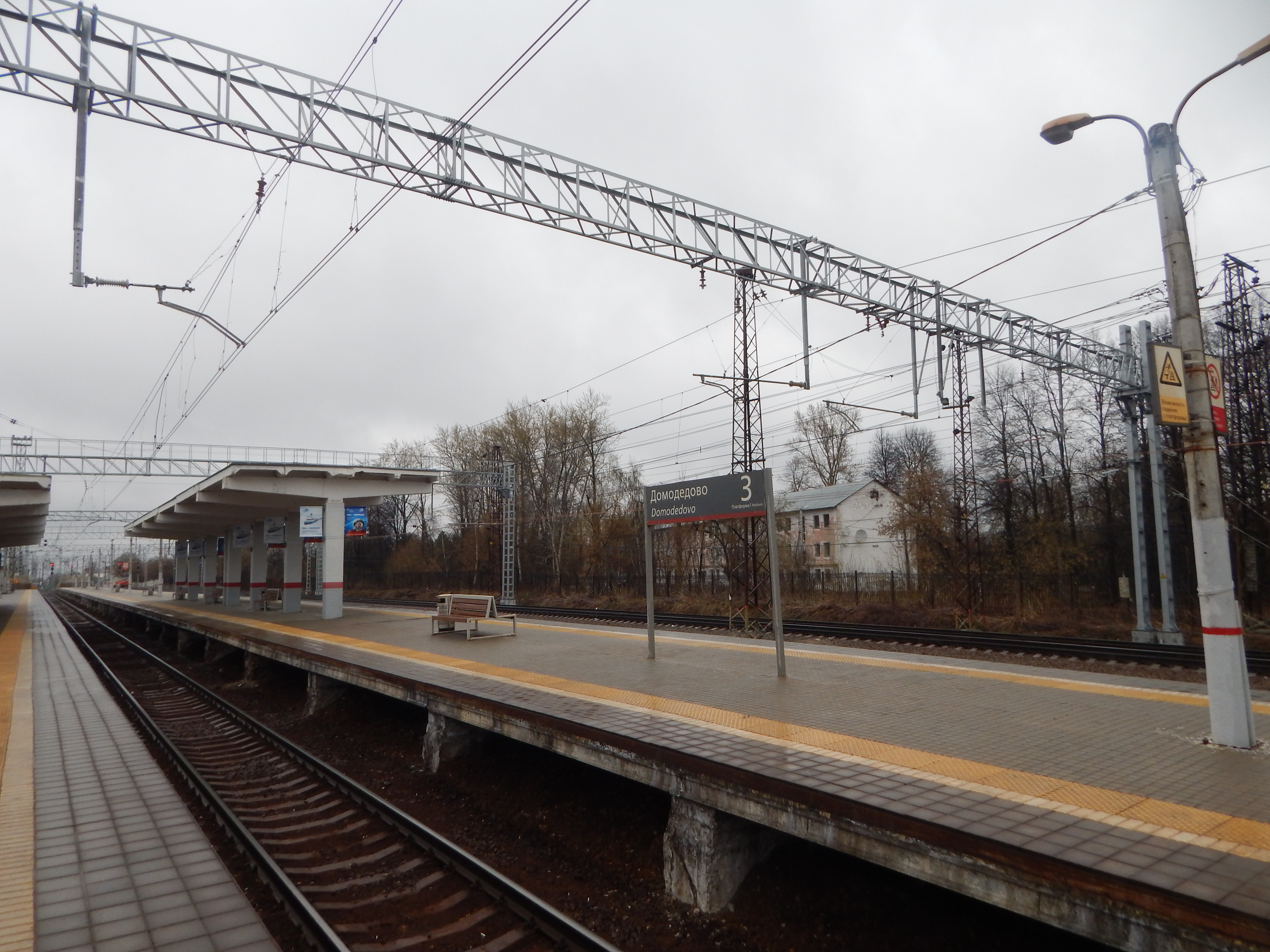
Платформа № 3 (фото 2021 года)

На станции две островных и одна боковая пассажирские платформы. Надземным пешеходным переходом соединены боковая (№ 1) и первая островная (№ 2) платформы. Переход ко второй островной (№ 3) расположен отдельно, также он соединяет западную и восточную части города. Боковая платформа принимает электропоезда, следующие из Москвы. Первая островная платформа принимает поезда на Москву, в том числе и экспрессы, а также некоторые поезда из Москвы, следующие до Домодедово (конечная), Авиационной или аэропорта Домодедово. Вторая островная платформа используется только для поездов Аэроэкспресс и иногда для экспрессов РЭКС. Станция оборудована турникетами. Помимо нескольких путей для пассажирских составов, на станции находится несколько путей для отстоя грузовых составов.
В 800 метрах к югу расположена маленькая техническая платформа Депо без номера, служащая для высадки сотрудников электродепо Домодедово (ТЧ-31), расположенного перед южной горловиной станции, между I главным и остальными путями.
За станцией располагается ответвление на восток на аэропорт Домодедово, куда ходят как Аэроэкспрессы, так и обычные электропоезда. На этой линии к станции Авиационная примыкает подъездной путь — малодеятельная промышленная однопутная неэлектрифицированная линия к станции Карьерная (село Еганово Раменского района), используемая для вывоза кварцевого песка из Егановского карьера.
В 2019 году все 3 платформы станции были реконструированы.
С 1 ноября 2019 года на станции Домодедово останавливаются пассажирские поезда № 603/604 Москва-Павелецкая — Москва-Киевская и Москва-Киевская — Москва-Павелецкая.

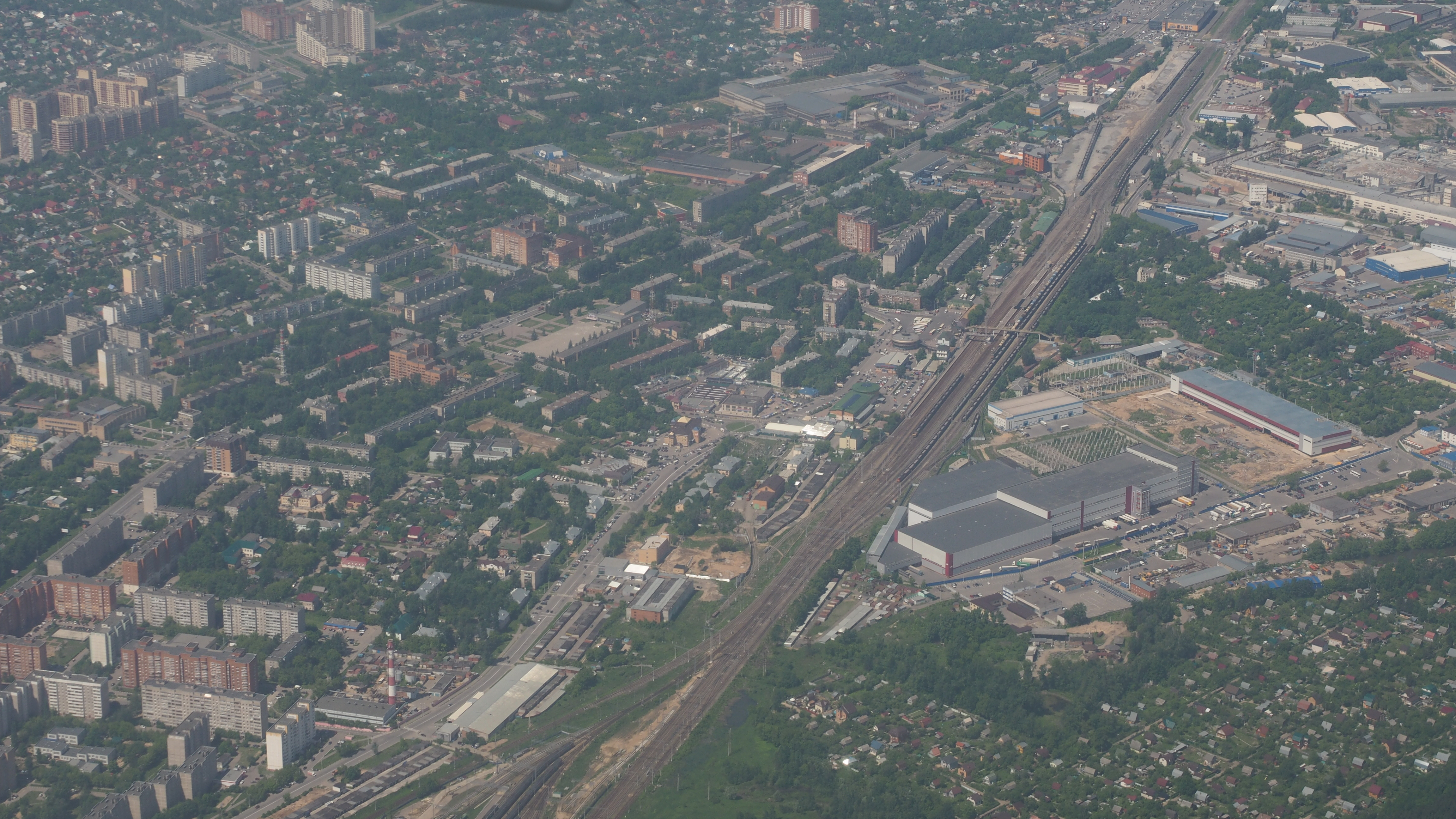
Вид на станцию Домодедово в северном направлении

## Окрестности станции

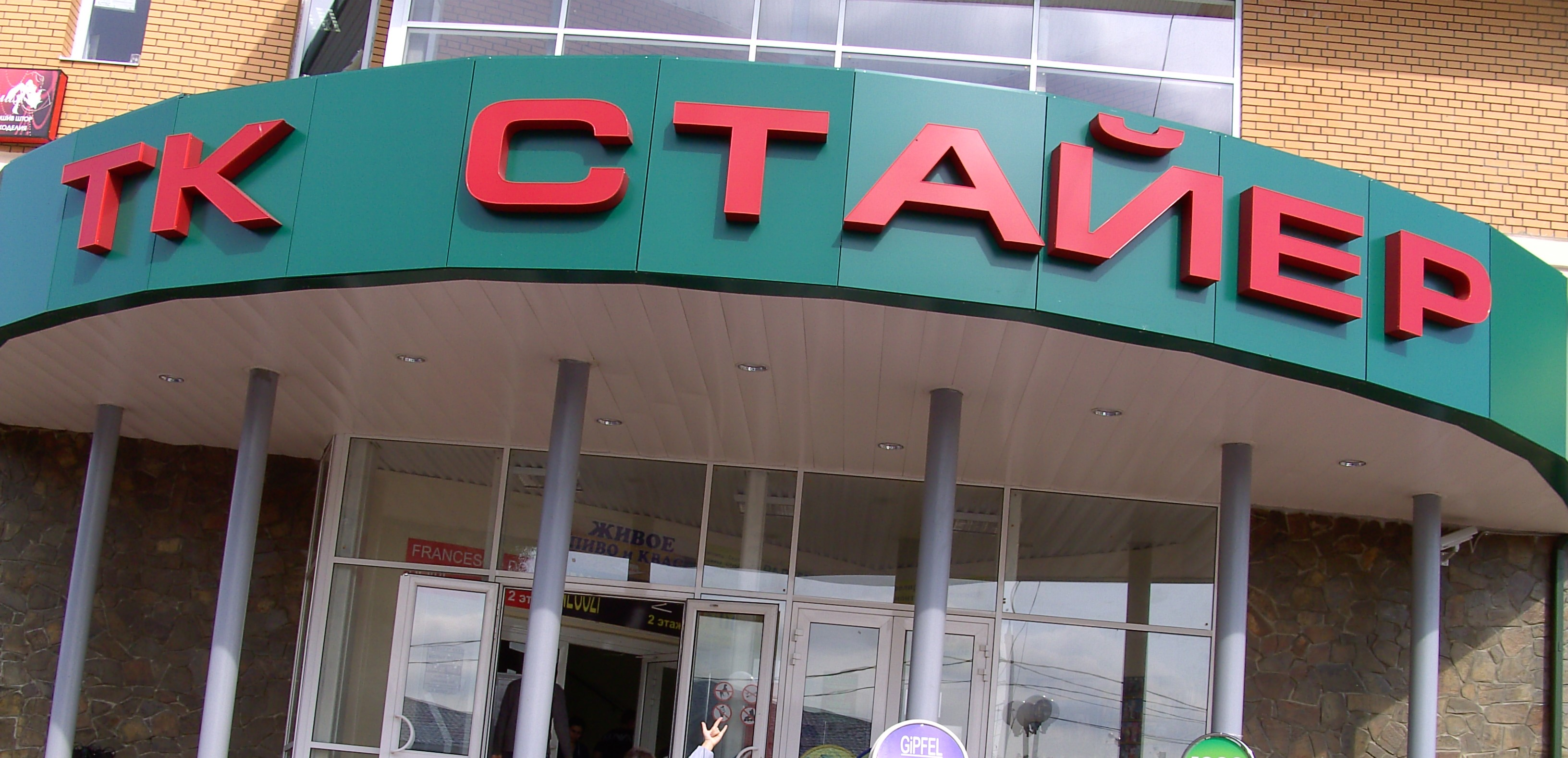
ТК Стайер в 2009 году

Выход на западную сторону, на Привокзальную площадь, к Советской ул., ул. Горького, ул. Корнеева, к автовокзалу, торговым центрам «Домос», «Стайер», «Сфера», городскому рынку, к автобусам:
- 1 (бывший К). Жилгородок (кольцевой «против часовой стрелки» через ул. Гагарина)
- 1к (бывший Кк). Жилгородок (кольцевой «по часовой стрелке» через ул. Советская)
- 2. ул. Комсомольская
- 2. Поликлиника
- 3. маг. «Мебель»
- 5. мкр. «Ёлочки» через ЦРБ
- 6. мкр. «Ёлочки»
- 8. мкр. «Ёлочки» через Жилгородок, Поликлинику
- 9. ул. Талалихина
- 12. ул. Курыжова (Новое Домодедово)
- 14. ул. Творчества (ЖК «Домодедово-парк»)
- 18. станция Белые Столбы
- 20. ул. Кирова
- 21. дер. Юсупово, Никитское, СНТ «Батина Лощина»
- 22. платф. Ленинская
- 23. дер. Мещерино
- 30. аэропорт Домодедово
- 31. д/о «Бор»
- 32. сан. «Подмосковье», Битягово, Долматово
- 33. ГПЗ «Константиново»
- 55. свх. Красный Путь (городок Шахово)
- 57. станция Подольск (Стройиндустрия)
- 58. станция Барыбино
- 496. Москва (ст. м. «Домодедовская»)

Ранее на площади располагалась историческая водонапорная башня, возведенная одновременно со станцией и служившая для заправки паровозов. Была снесена в 2000-х гг.

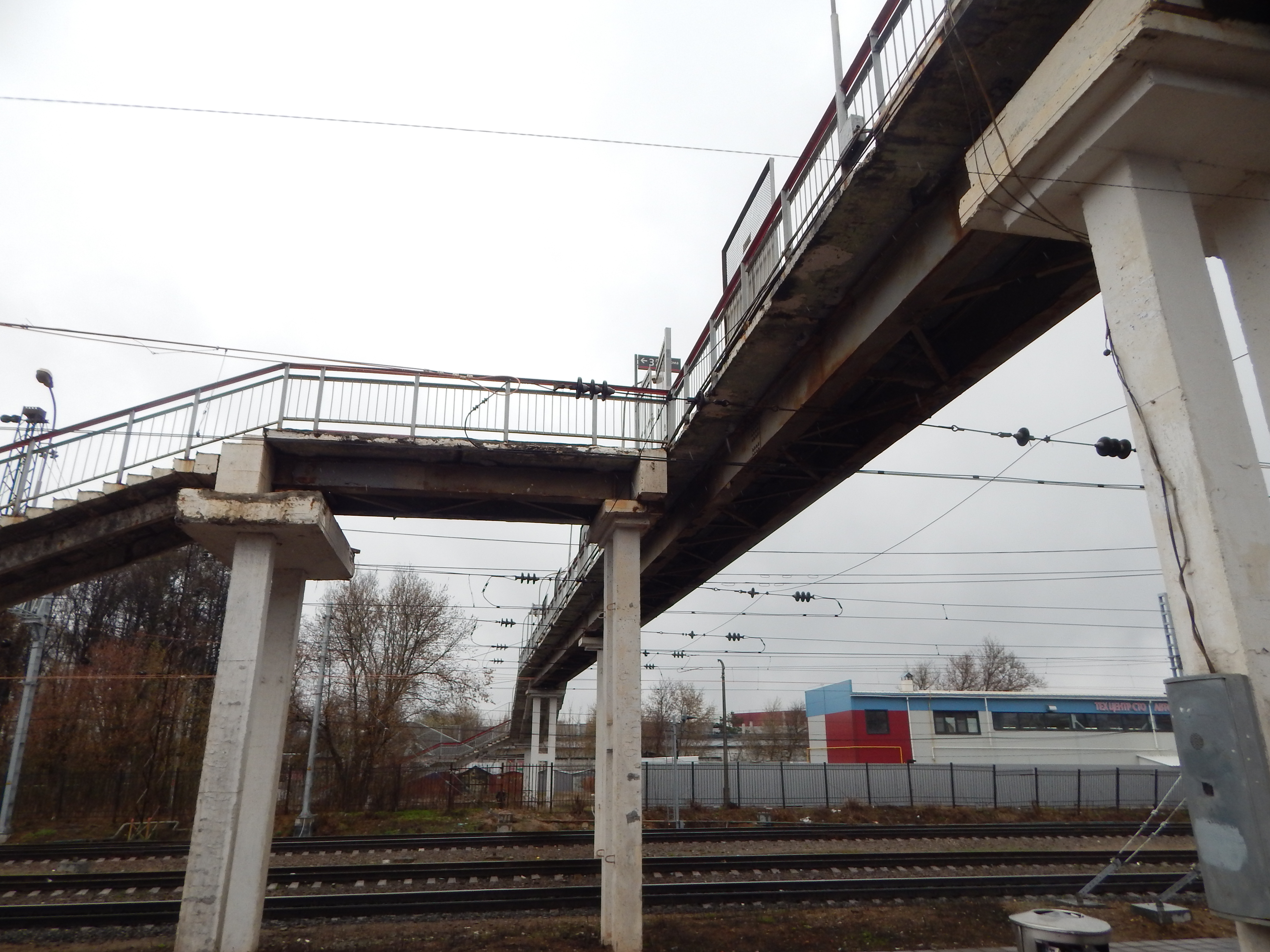
Пешеходный мост

Выход на восточную сторону на проезд Огнеупорного завода, к ул. Станционная, ул. Промышленная, заводам ЖБИ, механическому № 342, Домодедовскому УГИБДД и МРЭО, СНТ «Металлург-2», «Металлург-3», «Сады Огнеупортного Завода», «Огнеупорщик».

## Дальнее сообщение по станции
На станции Домодедово останавливаются 3 пары поездов дальнего следования (две пары Саратов — Москва , Москва-Павелецкая — Москва Киевская). Поезда Саратов — Москва имеют двухминутную остановку на станции только в сторону Москвы, в сторону Саратова поезда проследуют станцию без остановки. Изначально ввод остановки для указанных поездов предназначался для стыковки с электропоездами в сторону аэропорта Домодедово, в рамках которой жители населённых пунктов по пути следования поездов могли быстрее добраться до регистрации на международные авиарейсы; ввод остановки для указанных поездов также почти совпал с прекращением полётной деятельности авиакомпании "Саравиа", приведшей к сокращению и перераспределению полётного графика на направлении Саратов - Москва (Домодедово).
| Круглогодичное обращение поездов | Круглогодичное обращение поездов                      | Круглогодичное обращение поездов | Круглогодичное обращение поездов                      |
| № поезда                         | Маршрут движения                                      | № поезда                         | Маршрут движения                                      |
| -------------------------------- | ----------------------------------------------------- | -------------------------------- | ----------------------------------------------------- |
| 9 «Саратов»                      | Саратов — Москва                                      | 9 «Саратов»                      | на ходу                                               |
| 31                               | Саратов — Москва                                      | 32                               | на ходу                                               |
| 137                              | Саратов — Москва                                      | 137                              | на ходу                                               |
| 603                              | Москва (Павелецкий вокзал) — Москва (Киевский вокзал) | 604                              | Москва (Киевский вокзал) — Москва (Павелецкий вокзал) |